# 歌川景久
歌川 景久（うたがわ かげひさ、生没年不詳）とは、明治時代の浮世絵師。

## 来歴
歌川芳景の門人、歌川の画姓を称す。明治6年（1873年）建立の一勇斎歌川先生墓表に「芳景社中」として「景久」の名があり、作画期は明治20年代で戦争絵を描く。